# Greatest Hits: My Prerogative (DVD)
Greatest Hits: My Prerogative è il sesto DVD della cantante Britney Spears, il primo contenente una compilation di tutti i suoi video musicali. Pubblicato dal marchio Jive Records il 4 novembre 2004, accompagna l'omonimo album della cantante.

## Contenuto
La raccolta contiene tutti i videoclip musicali di Britney Spears, da ...Baby One More Time sino al più recente My Prerogative, cover di Bobby Brown, oltre ad alcuni inediti, come il video di Outrageous che presenta un cameo del rapper Snoop Dogg, e clip alternativi mai pubblicati.

## Tracce
1. My Prerogative — 3:48
2. Outrageous — 0:44
3. Everytime — 4:07
4. Toxic — 3:33
5. Me Against the Music (featuring Madonna) — 4:03
6. Boys (The Co-Ed Remix) (featuring Pharrell Williams) — 3:37
7. I Love Rock 'n' Roll — 3:07
8. I'm Not a Girl, Not Yet a Woman — 3:49
9. Overprotected (The Darkchild Remix) — 3:35
10. Overprotected — 3:55
11. I'm a Slave 4 U — 3:24
12. Don't Let Me Be the Last to Know — 3:52
13. Stronger — 3:38
14. Lucky — 4:08
15. Oops!...I Did It Again — 4:12
16. From the Bottom of My Broken Heart — 4:30
17. Born to Make You Happy — 3:39
18. (You Drive Me) Crazy (The Stop Remix!) — 3:20
19. Sometimes — 3:53
20. ...Baby One More Time — 3:59

## Bonus
- My Prerogative : Behind the scenes - Alternate video takes
- Outrageous : Behind the scenes
- Everytime: Behind the scenes - Alternate video takes
- Toxic : Karaoke video
- I'm a Slave 4 U : Alternate video takes - A cappella
- Don't Let Me Be the Last to Know : Behind the scenes - Bloopers
- Stronger : Behind the scenes - Bloopers
- Oops!...I Did It Again : Behind the scenes - Alternate video takes
- (You Drive Me) Crazy : Bloopers - Alternate video takes
- ...Baby One More Time : Alternate video takes

## Classifiche
| Classifica                           | Fornitore/i    | Posizione più alta | Certificazioni | Vendite/ spedizione |
| ------------------------------------ | -------------- | ------------------ | -------------- | ------------------- |
| U.S. Billboard Top Music Video Sales | Billboard/RIAA | 9                  | 2x Platino     | 200,000+            |
| Mexican Music Video Chart            | AMPROFON       | 1                  | Oro            | 10,000+             |
| Italia Fimi DVD Musicali             |                | 7                  | Oro            | 14.000              |